# Linha Azul (Metrô de Deli)

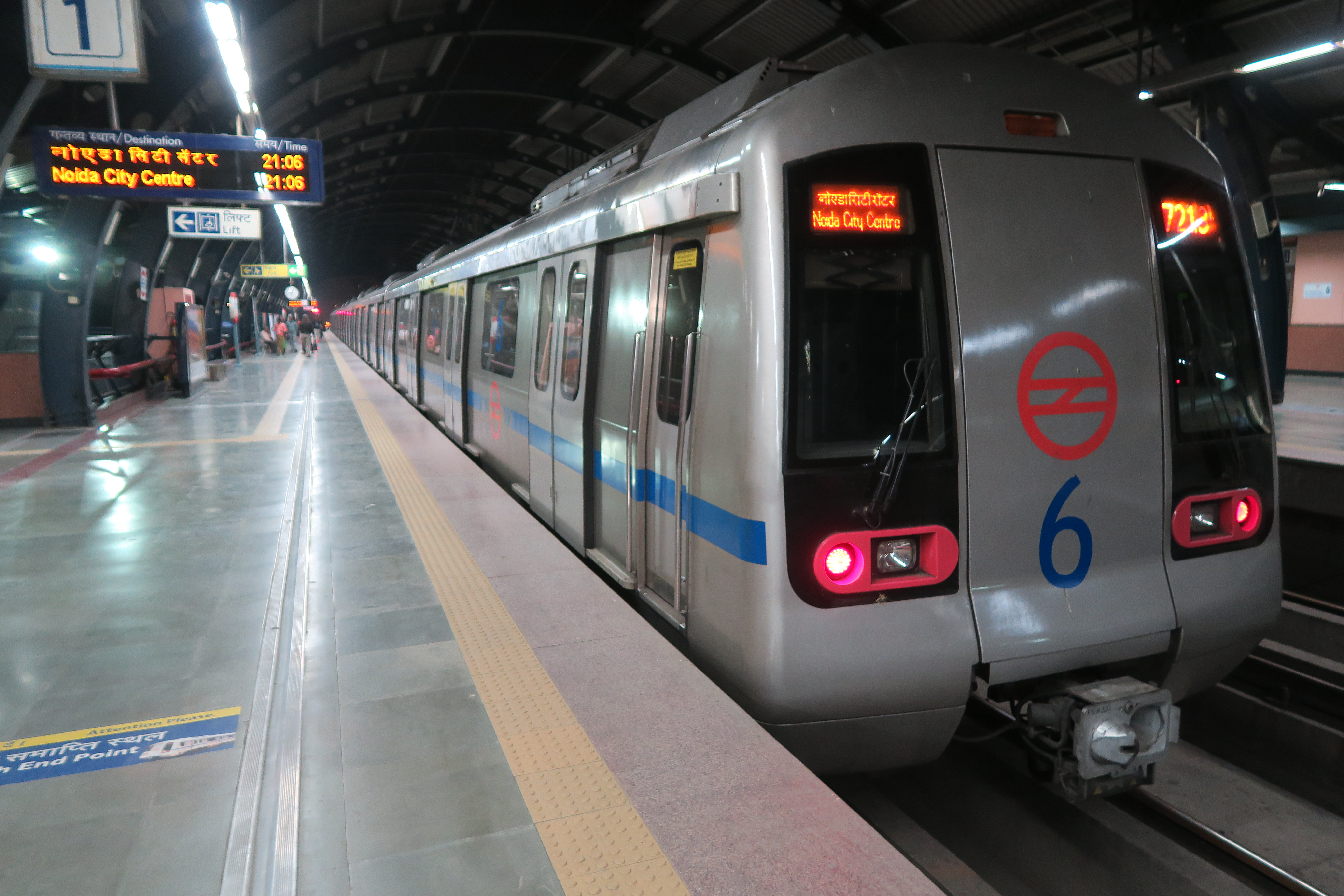

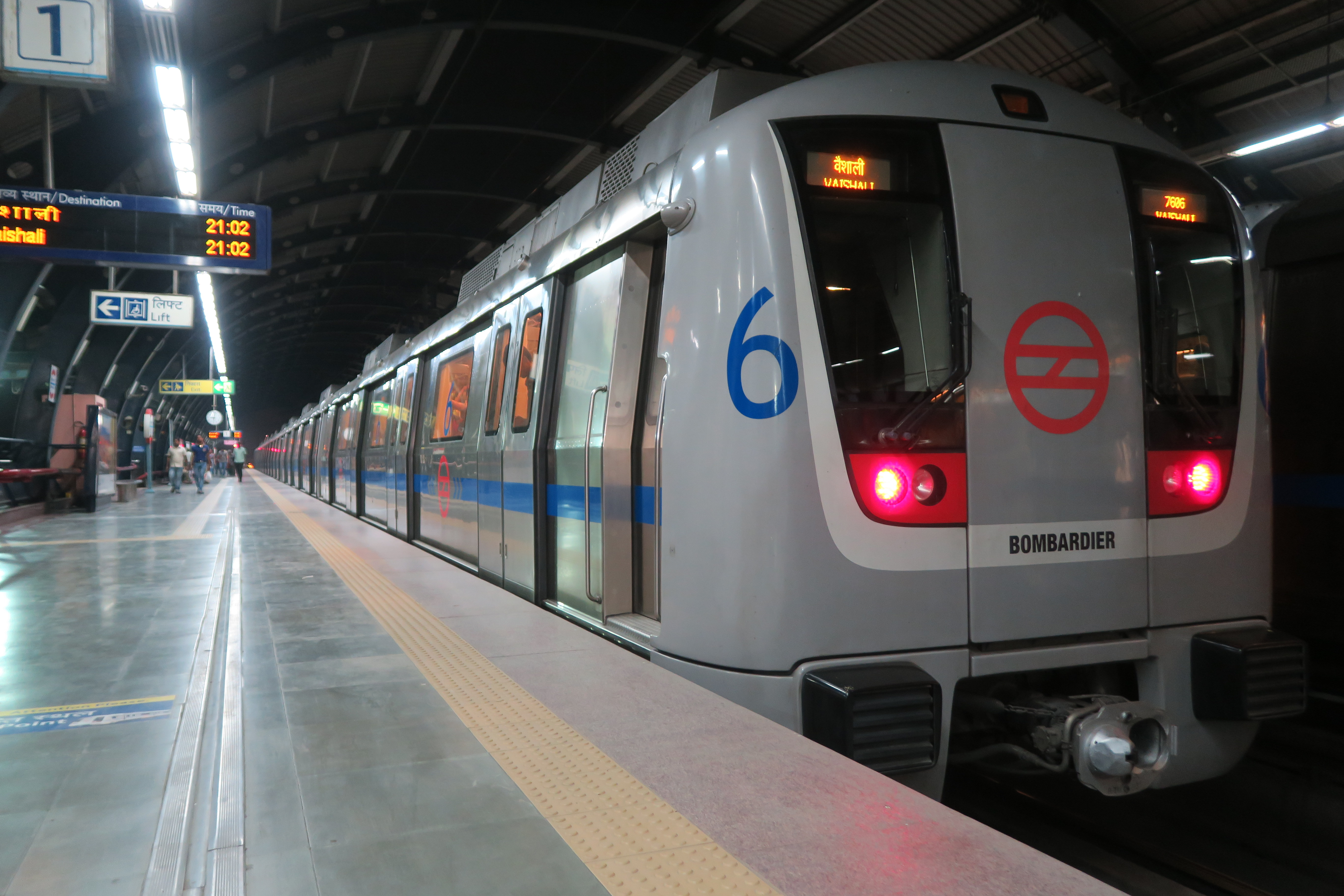

A Linha Azul (ou Blue Line) do sistema de Metrô de Deli em Deli, Índia, consiste em 44 estações de metro de Dwarka Sector 21 até Noida City Center (setor 32) com 50,56 km de extensão e uma linha composta de 8 estações de Vaishali até Vaishali com  6,25 km.
A seção Dwarka-Barakhamba foi inaugurada pelo primeiro ministro da Índia, Manmohan Singh em 31 de dezembro de 2005 e foi aberto ao público no mesmo dia.